# Turanium johannis
Turanium johannis är en skalbaggsart som beskrevs av Julius Baeckmann 1922. Turanium johannis ingår i släktet Turanium och familjen långhorningar. Inga underarter finns listade i Catalogue of Life.